# NGC 5832
NGC 5832 је спирална галаксија у сазвежђу Мали медвед која се налази на NGC листи објеката дубоког неба.
Деклинација објекта је + 71° 40' 53" а ректасцензија 14h 57m 45,7s. Привидна величина (магнитуда) објекта NGC 5832 износи 12,2 а фотографска магнитуда 13,0. Налази се на удаљености од 11,5000 милиона парсека од Сунца. NGC 5832 је још познат и под ознакама UGC 9649, MCG 12-14-15, CGCG 337-25, IRAS 14575+7152, KARA 656, KAZ 409, PGC 53469.